# 粕屋南部消防組合
粕屋南部消防組合（かすやなんぶしょうぼうくみあい）は、福岡県糟屋郡志免町、宇美町、須恵町、粕屋町、篠栗町及び久山町によって組織される一部事務組合（消防組合）である。

## 概要
- 消防本部：糟屋郡志免町大字田富170番地
- 管内面積：145.70km2
- 職員数：198名（2024年4月1日現在）
- 消防署2カ所、出張所1カ所
- 主力機械（2015年1月5日現在）
  - 水槽付消防ポンプ自動車：3
  - 化学消防ポンプ自動車：3
  - はしご付消防自動車：1
  - 救助工作車：2
  - 指揮調査車：2
  - 支援車：2
  - 高規格救急自動車：6
  - その他：12

## 沿革
- 1973年
  - 4月 糟屋郡志免町・宇美町及び須恵町の3町により粕屋南部消防組合消防本部を設置する。
  - 10月 粕屋南部消防署を開設する。
- 1986年
  - 9月 糟屋郡粕屋町・篠栗町及び久山町の3町の消防常備化を図るために粕屋南部消防組合に3町が加入する。
  - 10月 粕屋町内の仮事務所に中部消防署を設置するとともに、粕屋南部消防署を南部消防署に改称する。
- 1991年9月 中部消防署が新庁舎に移転する。
- 2005年10月 南部消防署が防災に関する各種体験コーナーを備えた防災センターを併設する新庁舎に移転する。
- 2017年11月 福岡都市圏消防共同指令センター（福岡市消防局内）に通信指令業務を委託[1]。

## 組織
- 消防本部 - 総務課、予防課、警防課、救急課
- 消防署－南部消防署、中部消防署

## 消防署
| 消防署     | 住所                            |
| ---------- | ------------------------------- |
| 南部消防署 | 糟屋郡志免町大字田富170番地     |
| 中部消防署 | 糟屋郡粕屋町大字上大隈55番地の1 |